# Istenszülő elszenderedése fatemplom (Tatárfalva)
A tatárfalvi Istenszülő elszenderedése fatemplom műemlékké nyilvánított épület Romániában, Bihar megyében. A romániai műemlékek jegyzékében a  BH-II-m-B-01221 sorszámon szerepel.